# Tenisový turnaj žen v Antverpách
Tenisový turnaj žen v Antverpách, oficiálně se jménem sponzora BNP Paribas Fortis Diamond Games, byl profesionální tenisový turnaj žen hraný v přístavních Antverpách, centru stejnojmenné belgické provincie. V sezóně 2015 se vrátil na okruh WTA Tour, jakožto součást kategorie WTA Premier Tournaments. Založen byl roku 2002, když nahradil do té doby konaný Belgian Open. V letech 2009–2014 probíhal ve formě exhibice.
Turnaj se odehrával na krytých dvorcích s tvrdým povrchem arény Sportpaleis Merksem. Konal se v únorovém termínu, jakožto první evropský turnaj sezóny i první halový v kategorii Premier. Rozpočet k roku 2015 činil 731 000 dolarů. Do soutěže dvouhry nastupovalo dvacet osm hráček, v kvalifikaci soutěžilo třicet dva singlistek, a deblové soutěže se účastnilo šestnáct párů. Ředitelkou byla bývalá belgická světová jednička Kim Clijstersová.
V kalendáři okruhu nahradil v roce 2015 pařížskou událost Open GDF Suez, do té doby konanou v témže období i kategorii. Po odehrání jediného ročníku byl ukončen a nahrazen petrohradským St. Petersburg Ladies Trophy.

## Historie

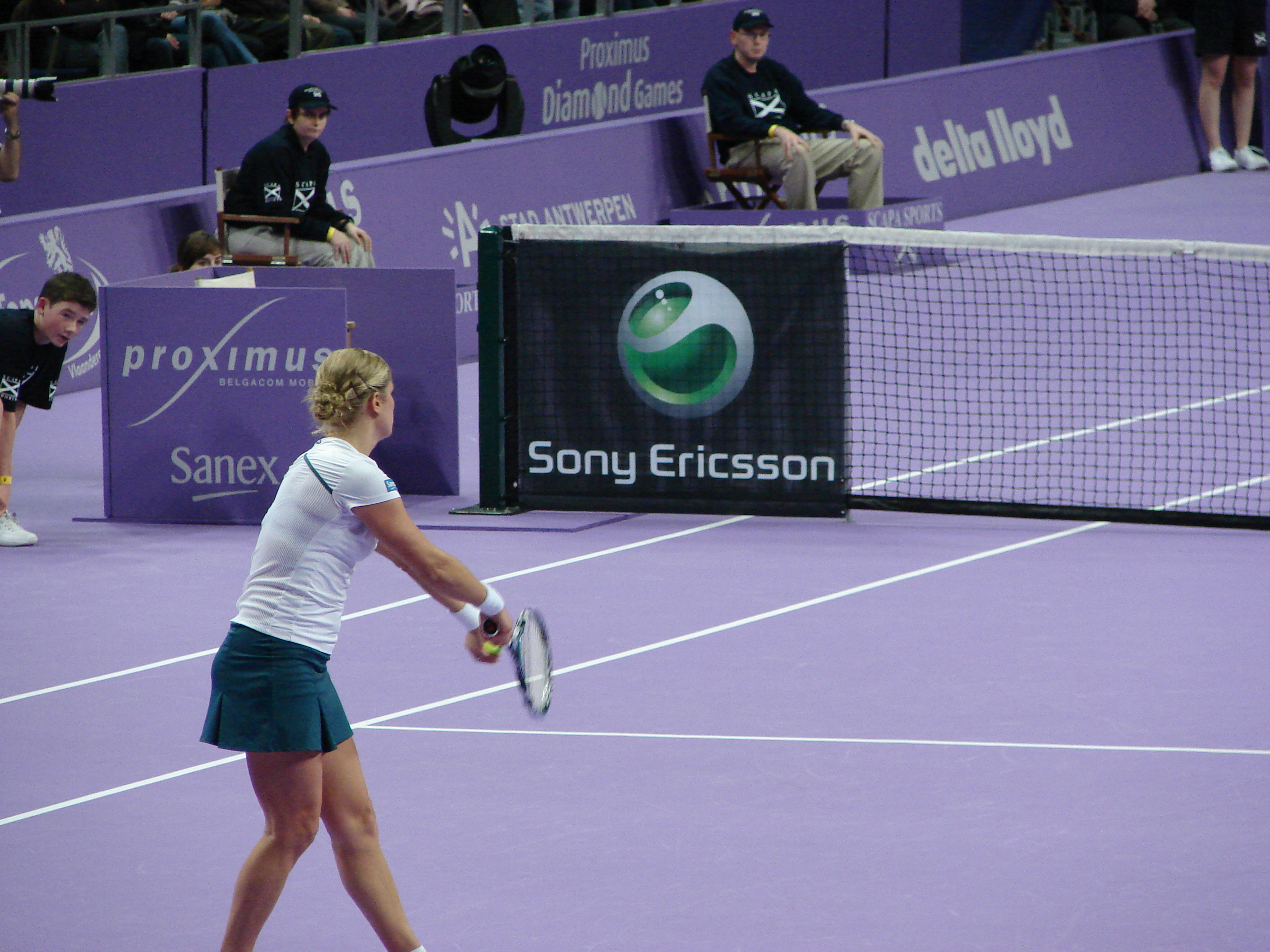
Podávající Kim Clijstersová, 2007

V prvním období profesionální existence mezi roky 2002–2008 nesl turnaj jméno sponzora Proximus Diamond Games. Hráčka, jež by v singlové soutěži triumfovala třikrát v pěti letech, mohla v této éře vyhrát bonus ve formě zlaté rakety posázené diamanty, a to v odhadované výši jednoho milionu eur. Tuto prémii se podařilo vybojovat roku 2007 francouzské tenistce a bývalé světové jedničce Amélii Mauresmové. Blízko k této ceně měla i Američanka Venus Williamsová, pokud by získala třetí trofej roku 2006. Z turnaje se však dva dny před zahájením odhlásila pro přetrvávající poranění zápěstí. Inspirace v podobě diamantové rakety vzešla z předchozího mužského turnaje European Community Championships, jenž se odehrával také v Antverpách.
V ročníku 2008 byla představena nová prémie ve výši circa 1,5 milionu eur, jíž tvořily zlatá raketa a míček. V sezóně 2008 také došlo k ukončení kariér dvou výrazných belgických hráček Kim Clijstersové a Justine Heninové. V rámci rekonstrukce kategorií WTA vypadla událost od roku 2009 z kalendáře okruhu. Následující období 2009–2014 probíhala jako exhibice Diamond Games sponzorovaná různými subjekty. Postupně se jednalo o společnosti Thomas Cook (2009), GDF Suez (2010), BNP Paribas Fortis (2011). V roce 2012 se ročník jmenoval „Kim's Thank You Games“ u příležitosti druhého ukončení kariéry Clijstersové. Roku 2013 pak exhibice nesla název „Kim Clijsters Invitational“.

## Přehled finále

### Dvouhra
| Rok  | vítězka            | finalistka                | výsledek         | kategorie   |
| ---- | ------------------ | ------------------------- | ---------------- | ----------- |
| 2015 | Andrea Petkovicová | Carla Suárezová Navarrová | bez boje         | WTA Premier |
| 2014 | exhibiční turnaj   | exhibiční turnaj          | exhibiční turnaj |             |
| 2009 | exhibiční turnaj   | exhibiční turnaj          | exhibiční turnaj |             |
| 2008 | Justine Heninová   | Karin Knappová            | 6–3, 6–3         | Tier II     |
| 2007 | Amélie Mauresmová  | Kim Clijstersová          | 6–4, 7–6(7–5)    | Tier II     |
| 2006 | Amélie Mauresmová  | Kim Clijstersová          | 3–6, 6–3, 6–3    | Tier II     |
| 2005 | Amélie Mauresmová  | Venus Williamsová         | 4–6, 7–5, 6–4    | Tier II     |
| 2004 | Kim Clijstersová   | Silvia Farinaová          | 6–3, 6–0         | Tier II     |
| 2003 | Venus Williamsová  | Kim Clijstersová          | 6–2, 6–4         | Tier II     |
| 2002 | Venus Williamsová  | Justine Heninová          | 6–3, 5–7, 6–3    | Tier II     |

### Čtyřhra
| Rok  | vítězky                                        | finalistky                                  | výsledek           | kategorie   |
| ---- | ---------------------------------------------- | ------------------------------------------- | ------------------ | ----------- |
| 2015 | Anabel Medina Garrigues Arantxa Parra Santonja | An-Sophie Mestachová Alison Van Uytvancková | 6–4, 3–6, [10–5]   | WTA Premier |
| 2014 | exhibiční turnaj                               | exhibiční turnaj                            | exhibiční turnaj   |             |
| 2009 | exhibiční turnaj                               | exhibiční turnaj                            | exhibiční turnaj   |             |
| 2008 | Cara Blacková Liezel Huberová                  | Květa Peschkeová Ai Sugijamová              | 6–1, 6–3           | Tier II     |
| 2007 | Cara Blacková Liezel Huberová                  | Jelena Lichovcevová Jelena Vesninová        | 7–5, 4–6, 6–1      | Tier II     |
| 2006 | Dinara Safinová Katarina Srebotniková          | Stéphanie Foretzová Michaëlla Krajiceková   | 6–1, 6–1           | Tier II     |
| 2005 | Cara Blacková Els Callensová                   | Anabel Medina Garriguesová Dinara Safinová  | 3–6, 6–4, 6–4      | Tier II     |
| 2004 | Cara Blacková Els Callensová                   | Miriam Casanovová Eleni Daniilidou          | 6–2, 6–1           | Tier II     |
| 2003 | Kim Clijstersová Ai Sugijamová                 | Nathalie Dechyová Émilie Loitová            | 6–2, 6–0           | Tier II     |
| 2002 | Magdalena Malejevová Patty Schnyderová         | Nathalie Dechyová Meilen Tuová              | 6–3, 6–7(3–7), 6–3 | Tier II     |